# Scaled Composites White Knight
O Scaled Composites White Knight (agora chamado WhiteKnightOne) é um avião transportador que foi desenvolvido e usado para lançar a espaçonave SpaceShipOne. Ele foi projetado pela Scaled Composites, como parte de seu programa Tier One e, posteriormente, foi usado como aeronave de teste para o avião espacial X-37 a partir de junho de 2005 a abril de 2006. É também o antecessor da nova aeronave White Knight Two, que por causa disso foi acrescentado um "One" ao seu nome para diferenciar as duas.

## História
O White Knight é o modelo número 318 da Scaled Composites e está registrado como N318SL na Administração Federal de Aviação dos Estados Unidos.
Seu primeiro voo ocorreu em 1 de agosto de 2002. O voo foi abortado logo após a decolagem, devido a um problema com os spoilers. Se tratava de spoilers auxiliares projetados ser ativados pneumaticamente e melhorar o controle na aterrissagem. Durante o primeiro voo, a baixa pressão do ar causou um levantamento dos spoilers e reduziu a elevação, o que por sua vez levou a um aumento da pressão e permitiu que os spoilers retornasse a posição, restaurando a elevação. Isso ocorreu de forma cíclica, fazendo com que a vibração na fuselagem, por isso o piloto decidiu abortar. Os spoilers posteriormente foram completamente desativados, em vez de ser reparado, uma vez que são considerados desnecessários.
O voo seguinte ocorreu em 5 de agosto daquele ano, desta vez sem problemas. Depois de meses de desenvolvimento, em 18 de abril de 2003 o White Knight e a SpaceShipOne foram apresentados para a mídia.
Posteriormente, o White Knight foi usado no programa Tier One con em que a Scaled Composites ganhou o prêmio Ansari X Prize, em 4 de outubro de 2004, e depois como transportador e lançador do avião espacial X-37 pertencente à Agência de Projetos de Pesquisa Avançada de Defesa (DARPA) em 2005 e 2006.

## Características
O White Knight é alimentado por dois motores a jato de pós combustão J85-GE-5 da General Electric. Seu projeto foi basado no modelo do Proteus da Scaled Composites.

## Lançamento da SpaceShipOne

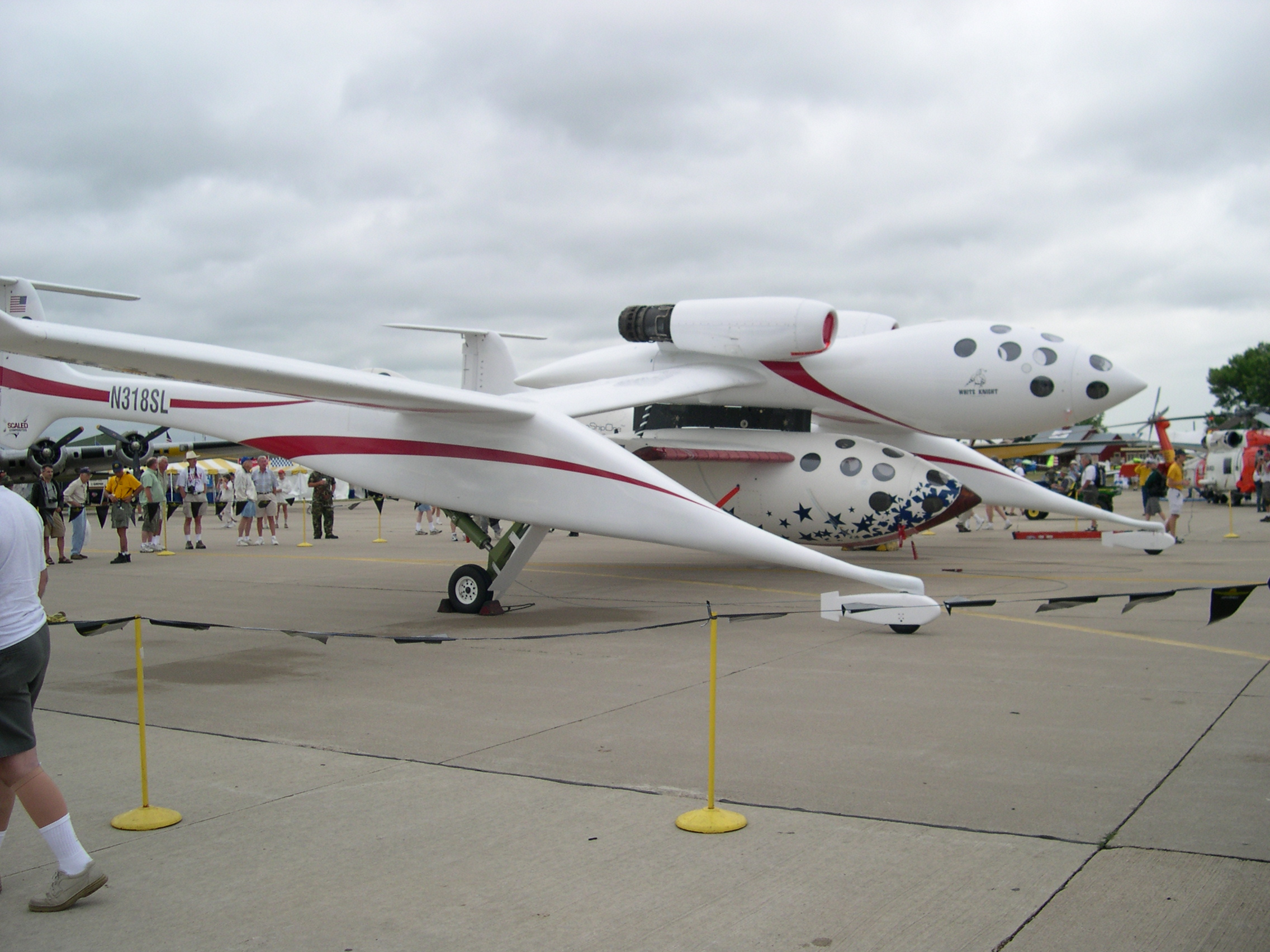
O White Knight com a SpaceShipOne acoplada.

A aeronave White Knight decolava sobre uma pista no deserto de Mojave com a nave SpaceShipOne acoplada abaixo. Para chegar ao espaço, o avião portador, o White Knight, levantava voo com a SpaceShipOne. Uma hora mais tarde, depois de subir para cerca de 50 mil pés de altitude a leste do Mojave, o White Knight lançava a nave espacial em um deslize. O piloto da nave espacial acionava seu motor de foguete por cerca de 80 segundo, atingindo uma velocidade de Mach 3 em uma subida vertical. Durante o processo de subida, o piloto encontra forças G de três a quatro vezes a gravidade da Terra.